# Philipp Franz von Siebold

Porträtt utfört av konstnären Kawahara Keiga på 1820-talet

Jonkheer Philipp Franz von Siebold, född 17 februari 1796 i Würzburg, död 18 oktober 1866 i München, var en tysk naturforskare och forskningsresande, son till Johann Georg Christoph von Siebold, sonson till Carl Caspar von Siebold.
Siebold blev medicine doktor 1820, och filosofie doktor 1833. År 1822 begav han sig på en naturvetenskaplig resa till Java, blev senare utnämnd till läkare vid Dejima faktori och åtföljde 1826 en handelspolitisk beskickning till Japan. 
Som läkare lyckades han trots detta lands otillgänglighet för främlingar utföra omfattande naturhistoriska och etnografiska forskningar, vilket dock inte avlöpte utan personlig fara för Siebold och hans japanska förtrogna och slutligen ådrog honom ett års fångenskap samt år 1830 förvisning från landet. 
En del samlingar medförde han dock till Nederländerna, där han tog tjänst som rådgivare åt kung Vilhelm II. Under åren 1847–1849 utgav han tillsammans med nederländaren Pieter Melvill van Carnbee tidskriften Moniteur des Indes.
Sedan Japan 1853 öppnats för världshandeln, for Siebold åter dit 1859, där han 1861 blev vetenskaplig och politisk rådgivare hos shogunen. Under stridigheterna mellan den sistnämndes och den japanske kejsarens anhängare måste Siebold dock snart lämna Japan.
Hans arbeten över detta land är Nippon, Archiv zur Beschreibung von Japan (1852), Flora japonica (tillsammans med Joseph Gerhard Zuccarini, 1835–1844, med 137 färglagda tavlor), Fauna japonica, Bibliotheca japonica, Epitome linguæ Japonicæ med mera. I Nagasaki är upprest ett monument över Siebold, där hans förtjänster om Japan uppräknas.
Auktorsnamnet Siebold kan användas för Philipp Franz von Siebold i samband med ett vetenskapligt namn inom botaniken; se Wikipediaartiklar som länkar till auktorsnamnet.

## Övrigt
Asteroiden 5448 Siebold är uppkallad efter honom.